# Juan de Cervantes (obispo de Oaxaca)
Juan de Cervantes (México, 24 de junio de 1563-Oaxaca, Oaxaca, 13 de septiembre de 1614), fue un criollo mexicano doctorado en sagrada teología y nombrado en 1608 como quinto obispo de la entonces diócesis de Antequera, Oaxaca.

## Educación
Su padre del mismo nombre, migró a la Nueva España para convertirse en pacificador de la región costera de la Huasteca siéndole ofrecido por el rey el cargo de gobernador general de la región rehusándose a tal cargo y solo pidiendo el beneficio de la mejor educación para su hijo quien estudió en la Universidad de México y posteriormente en la Universidad de Salamanca en donde se ordenó sacerdote, regresando con el nombramiento de canónigo de la Catedral de Puebla en donde sirvió hasta su nombramiento como obispo de Oaxaca.